# Fernando Niño de Guevara
Fernando Niño de Guevara (Toledo, 1541 – Siviglia, 8 gennaio 1609) è stato un cardinale spagnolo.
Fu nominato cardinale della Chiesa cattolica da papa Clemente VIII.

## Biografia
Terzogenito del marchese di Tejares, Rodrigo Niño, nacque a Toledo nel 1541 da una famiglia aristocratica: studiò legge alle università di Alcalá de Henares e Salamanca, dove nel 1571 conseguì il dottorato in utroque iure.
Papa Clemente VIII lo elevò al rango di cardinale nel concistoro del 5 giugno 1596.
Fernando Niño de Guevara ricoprì l'incarico di inquisitore generale in Spagna nel biennio 1599-1600. In questo periodo fu effigiato da El Greco in un celebre ritratto.
Morì l'8 gennaio 1609 all'età di 68 anni.

## Genealogia episcopale e successione apostolica
La genealogia episcopale è:
- Cardinale Guillaume d'Estouteville, O.S.B.Clun.
- Papa Sisto IV
- Papa Giulio II
- Cardinale Raffaele Sansone Riario
- Papa Leone X
- Papa Paolo III
- Cardinale Francesco Pisani
- Cardinale Alfonso Gesualdo di Conza
- Papa Clemente VIII
- Cardinale Fernando Niño de Guevara

La successione apostolica è:
- Arcivescovo Tomás de Borja (1600)
- Vescovo Juan Bautista Acevedo Muñoz (1601)
- Vescovo Juan de la Sal (1603)
- Vescovo Francisco de Vera-Villavicencio, O. de M. (1603)